# Conirostrum tamarugense
El conirrostro de tamarugal, comesebo de los tamarugales (en Chile) o pico-de-cono de los tamarugales (en Perú) (Conirostrum tamarugense), también denominado mielerito tamarugo, es una especie de ave paseriforme de la familia Thraupidae, perteneciente al género Conirostrum. Es endémica de Chile y Perú.

## Distribución y hábitat
Se distribuye desde el suroeste de Perú (Arequipa) hacia el sur hasta el norte de Chile (Antofagasta).
Esta especie es considerada poco común y muy local en su hábitat natural: los matorrales y bosques bajos con árboles dispersos durante la temporada no reprodutiva y los bosquecillos de tamarugos Prosopis tamarugo durante la nidificación. Ocurre desde el nivel del mar hasta los 4050 m de altitud, se sabe que se reproduce entre octubre y marzo cerca de Iquique, en Chile, en la  pampa del Tamarugal a cerca de 1000 m de altitud, y, aparentemente, después de nidificar, sube a elevaciones mayores y más hacia el norte en Perú.

## Estado de conservación
Hasta el año 2018, el conirrostro de tamarugal era calificado como vulnerable por la Unión Internacional para la Conservación de la Naturaleza (IUCN), pero en la actualidad no se considera que alcance los parámetros que lo justifiquen; a pesar de su pequeña zona de distribución, la población es estimada entre 20 000 y 50 000 individuos maduros y con tendencia de crecimiento; por lo tanto su estado actual es preocupación menor.

## Características
Mide unos 12,5 cm de longitud. Es de color gris pizarra en su parte superior, con cejas, gaganta y parte superior del pecho canela rojizo. Su cola y alas son negras. Tiene dos franjas rojizas en las alas y una mancha blanca en la base de las plumas primarias. Sus partes inferiores son de color gris pálido.

## Sistemática

### Descripción original
La especie C. tamarugense fue descrita por primera vez por los ornitólogos Alfredo William Johnson y William R. Millie en 1972 bajo el mismo nombre científico; su localidad tipo es: «al norte de la recién desarrollada plantación de Tamarugo que se extiende en ambos lados de la Carretera Panamerican en latitud 20°30’ S, Tarapacá, Chile».

### Etimología
El nombre genérico neutro Conirostrum se compone de las palabras latinas «conus»: cono, y  «rostrum»: pico; y el nombre de la especie «tamarugense» se refiere al tamarugo (Prosopis tamarugo), el hábitat preferencial de la especie.

### Taxonomía
Es monotípica. Los amplios estudios filogenéticos recientes demuestran que la presente especie es hermana del par formado por Conirostrum rufum y Conirostrum cinereum.